# Le Blé en herbe
Pour les articles homonymes, voir Le Blé en herbe (film) et Blé (homonymie).
 (août 2024).
Le Blé en herbe est le titre d'un roman de Colette publié en 1923.
Ce livre a été écrit lors de vacances de l'écrivaine, dans sa propriété de Roz-Ven, à Saint-Coulomb entre Saint-Malo et Cancale.

## Résumé
Articulée en dix-sept chapitres (seize dans certaines éditions), l'histoire conte l'initiation sentimentale et sexuelle (par des routes différentes mais convergentes) de deux adolescents parisiens — un garçon Phil, 16 ans, et une fille Vinca, 15 ans, amis depuis leur plus tendre enfance — en vacances au bord de la mer en Bretagne (près de Saint-Malo, en Ille-et-Vilaine), dans une maison louée par les deux familles (Phil, ne voyant que Vinca, les surnomme « les Ombres »).
Pendant que Vinca prend conscience dans le cercle des amitiés familiales du pouvoir de séduction des femmes, Phil noue une relation charnelle avec une dame pleine de charme, Mme Dalleray, toute habillée de blanc et nettement plus âgée que lui, qu'il a rencontrée un jour qu'il passait sur la route devant sa maison de vacances.
À la fin de l'été, la mystérieuse Mme Dalleray disparaît en ne laissant au jeune homme que le trouble d'une aventure amoureuse terminée de façon confuse. Philippe aussi bien que Vinca, dans les deux derniers jours de leur séjour estival, comprennent que leur relation dépassera cette amitié pure et simple et prennent également conscience qu'une saison de leur vie s'est close et qu'une autre est prête à commencer.

## Analyse
Dans ce livre, deux jeunes héros, Vinca et Philippe sont confrontés à la découverte de l'amour physique plus que platonique. Ceci paraîtrait banal à un lecteur actuel mais dans le contexte littéraire historique cet ouvrage s'apparente à une véritable provocation.
Le thème abordé ici est, à l'époque, un sujet hautement tabou puisqu'il s'agit de l'initiation sexuelle de deux adolescents. Philippe découvrira son attachement envers Vinca après avoir vécu une aventure avec Camille Dalleray. Vinca de son côté ayant découvert son pouvoir de séduction, se refuse à n'être qu'une aventure parmi d'autres pour Philippe.
Philippe comprend très vite que s'il veut rester avec Vinca, il doit se consacrer à elle :

« – Une aventure... répéta Philippe, blessé et flatté. Eh dame ! tous les garçons de mon âge... 
— Il faudra donc que je m'habitue, interrompit Vinca, à ce que tu ne sois, en effet, que « tous les garçons » de ton âge. 
— Vinca chérie, je te jure qu'une jeune fille ne peut pas parler, ne doit pas entendre... 
il baissa les yeux, se mordit la lèvre avec suffisance, et ajouta : 
—Tu peux me croire. »

Les marques de tendresse abondent d'ailleurs tout au long du livre (lors des après-midi sur la plage, des promenades ou encore des baignades). Toutefois ce n'est qu'à la fin du livre qu'ils se découvriront physiquement :

« Il entendait son souffle trembler dans sa voix, et il tremblait aussi. Il retournait sans cesse à ce qu'il connaissait le moins d'elle, sa bouche. Il résolut, pendant qu'ils reprenaient haleine, de se relever d'un bond et de regagner la maison en courant. Mais il fut saisi, en s'écartant de Vinca, d'une crise de dénuement physique, d'une horreur de l'air frais et des bras vides, et il revint à elle, avec un élan qu'elle imita et qui mêla leurs genoux. Il trouva alors la force de la nommer « Vinca chérie » avec un accent humble qui la suppliait en même temps de favoriser et d'oublier ce qu'il essayait d'obtenir d'elle. Elle comprit, et ne manifesta plus qu'un mutisme exaspéré, peut-être excédé, une hâte où elle se meurtrit elle-même. Il entendit la courte plainte révoltée, perçut la ruade involontaire, mais le corps qu'il offensait ne se déroba pas, et refusa toute clémence. »

Il est, à la lecture de ce passage, compréhensible que dans les années 1920, cela ait choqué malgré une pudeur assez marquée dans le livre car ils sentent ensemble leur innocence s'éloigner un peu plus d'eux.
D'un point de vue anticonformiste, un rapprochement peut être effectué, entre le thème de l'initiation sexuelle abordé ici et la scène de l'acte sexuel entre Jupien et M. de Charlus dans le roman Sodome et Gomorrhe de Marcel Proust, passage qui se trouve dans un livre publié peu avant Le Blé en herbe, entre 1920 et 1922. Cela prouve qu'elle ne fut pas la seule à aborder des thèmes peu fréquents à l'époque.

## Éditions
- Le Blé en herbe, éditions Flammarion, Paris, 1923, 249 pages
- Le Blé en herbe, éditions Flammarion, Paris, 1950, 183 pages
- Le Blé en herbe, édition de Grand Luxe de la Société des Francs Bibliophiles, 1970, illustration de lithographies en couleurs par Maurice Brianchon

## Adaptations
Au cinéma
- 1954 : Le Blé en herbe, film de Claude Autant-Lara, avec Pierre-Michel Beck, Nicole Berger, Edwige Feuillère, Renée Devillers et, dans un rôle de second plan, Louis de Funès

À la télévision
- 1973 : The Ripening Seed (Away from It All), l'épisode no 1 de la série télévisée Away from It All, anthologie de la BBC, réalisée par Mischa Scorer, avec John Moulder-Brown, Lynne Frederick, Gayle Hunnicutt
- 1990 : Le Blé en herbe, téléfilm français réalisé par Serge Meynard, avec Isabelle Carré, Sophie Aubry, Matthieu Rozé et Marianne Basler[1].